# (11296) Denzen
(11296) Denzen est un astéroïde de la ceinture principale.

## Description
(11296) Denzen est un astéroïde de la ceinture principale. Il fut découvert le 24 mai 1992 à Geisei par Tsutomu Seki. Il présente une orbite caractérisée par un demi-grand axe de 2,49 UA, une excentricité de 0,09 et une inclinaison de 5,1° par rapport à l'écliptique.

## Compléments